# 康济民
康济民（荷蘭語：Franciscus Gerard Constantin Kramer, O.F.M.；1903年6月3日—1998年1月14日），天主教潞安教区主教（1946年2月7日-1983年），荷兰方济各会会士。
1903年6月3日，康济民出生在荷兰Oldenklooster。1921年（17岁）入方济各会。1928年3月18日，24岁晋升神甫。赴中國传教。1946年2月7日（42岁）由教廷任命为天主教潞安府代牧区代牧，领Europus主教衔 。同年3月25日，由北京满德贻主教、大同Franciscus Joosten主教、西湾子石德懋主教祝圣 。同年4月11日，罗马教廷建立中国圣统制，康济民任潞安教区主教。同年，共产党占领长治，外籍教士撤离，教区由国籍神父管理。
1983年（79岁），康济民主教退休。1998年1月14日，康济民主教去世，年94岁。